# Michael Kersting (Musikproduzent)
Michael Bernard Kersting (* 10. Dezember 1965) ist ein deutscher Musikproduzent, Verleger und Komponist, der u. a. die Künstler und Bands Der Wolf, Young Deenay, Sasha, Ben und Max Mutzke produziert hat.

## Werdegang
Im Jahr 1986 baute Kersting in Werl-Niederbergstraße sein erstes eigenes professionelles Tonstudio mit dem Namen Click auf. Im gleichen Atemzug gründete er den Musikverlag Click Publishing und fasste beide Firmen unter dem Namen Clickmusic zusammen. Parallel dazu gründete er seine erste Band unter dem Namen Private Property und unterschrieb 1989 einen Bandübernahmevertrag bei dem Major-Label Warner Music in Hamburg. Zusammen mit dem Musikproduzenten Pete Smith wurde unter anderem die erste Single Waiting for the Morning Sun veröffentlicht. Da sich der kommerzielle Erfolg nicht einstellen wollte, entschloss sich Kersting anschließend nur noch als Musikproduzent tätig zu sein.

## Tätigkeit als Produzent, Komponist und Verleger
1993 gelang Kersting die erste Platzierung in den deutschen Single-Charts mit dem Titel Declaration (DipDipDa) der Band Sir Prize. In den 90er Jahren folgten weitere Erfolge als Musikproduzent, Komponist und Verleger mit Double Impact, dem Rapper Der Wolf, der Hip-Hop-Sängerin Young Deenay, Q Connection und Sasha. Sasha, seit 1991 bei Clickmusic unter Vertrag, gelang mit Hilfe der von Kersting und Pomez di Lorenzo geschriebenen und produzierten Single If You Believe 1998 als deutscher Künstler der internationale Durchbruch.
Einen weiteren großen Erfolg hatte er 2003 mit Dick Brave and the Backbeats. 2005 bis 2010 produzierte Kersting mit dem Offenbacher Produzenten Oliver Rüger Künstler wie Max Mutzke und Uwe Ochsenknecht.
2010 nahm Kersting die Ska-Punk-Band Sondaschule unter Vertrag. 2011 folgte die Leipziger Band Flimmerfrühstück, die er zusammen mit Swen Meyer produzierte. Im Oktober 2011 veröffentlichte er die zweite Platte mit Dick Brave and the Backbeats unter dem Titel Rock`n`Roll Therapy, das eine Goldene Schallplatte erhielt.
Im Sommer 2013 nahm er den Künstler LOT aus Leipzig unter Vertrag. Einen weiteren Erfolg landete Kersting 2015 mit dem Album Schön kaputt der Band Sondaschule.
Im Frühjahr 2022 belegte, der bei Kersting exklusiv unter Vertrag stehende, Maik Timmermann zusammen mit Kodak Black Platz 3 der US-amerikanischen Charts mit dem Song Super Gremlin. Timmermann hat hier den Refrain des Songs beigesteuert. Der Song ist mit einem Platin Award ausgezeichnet.

## Veröffentlichungen als Produzent, Komponist oder Verleger
mit Sasha
Alben
- 1998 – Dedicated to…
- 2000 – … You
- 2001 – Surfin' on a Backbeat
- 2004 – Dick This (als Dick Brave and the Backbeats)
- 2006 – Open Water
- 2006 – Greatest Hits
- 2009 – Good News on a Bad Day
- 2011 – Rock´n Roll Therapy
- 2014 – The One

Singles (Auswahl)
- 1998 – I'm Still Waitin' mit Young Deenay
- 1998 – If You Believe
- 1999 – I Feel Lonely
- 2000 – Let Me Be the One
- 2001 – Here She Comes Again
- 2002 – This Is My Time
- 2004 – Take Good Care of My Baby (als Dick Brave)
- 2006 – Coming Home
- 2007 – Lucky Day
- 2009 – Father and Son (mit Bully)
- 2011 – Just can´t get enough
- 2012 – Just the way you are
- 2015 – Good Days

mit Young Deenay
Alben
- 1998 – Birth

Singles
- 1997 – Walk on By
- 1998 – Wannabe Your Lover
- 1998 – I'm Still Waitin' (mit Sasha)
- 1998 – I Want 2 Be Your Man
- 1999 – You and Me (Stay Alive)

mit Der Wolf
Alben
- 1997 – Das Album
- 1998 – Musik aus (m)einem Jahrzehnt
- 2000 – Was soll ich sagen …

Singles
- 1996 – Gibt's doch gar nicht
- 1997 – Frau aus Seide
- 1997 – Oh Shit, Frau Schmidt
- 1998 – Dumm gelaufen
- 1998 – Kein' Kuchen da! (Hätt' ich dich heut' erwartet …)

mit Ben
Alben
- 2002 – Hörproben
- 2003 – Leben leben

Singles (Auswahl)
- 2002 – Engel
- 2002 – Herz aus Glas
- 2002 – Gesegnet seist du
- 2003 – Kleider machen Leute
- 2003 – Verliebt

Verschiedene
- 1993: Sir Prize – Declaration (DipDipDa)
- 1994: Ernestine – Keep on Dancin' (Thru the Nite)
- 1995: Ernestine – Do You Really Want My Love
- 1995: Sir Prize – Lullaby of Love
- 1995: Synthax feat. Ayla – Need Your Lovin
- 1996: Sir Prize – Love is the Answer
- 1996: H.I.M. – Lookin' Out 4 Luv
- 1997: Hobo feat. Jill – Star
- 1997: Hobo feat. Muddy Waters – Hoochie Coochie Man
- 1997: Sir Prize – Don't Go Away
- 1999: Q Connection – Java (All Da Ladies Come Around)
- 1999: Q Connection – Where I'm From
- 1999: Q Connection – Bei mir bist du schön
- 2001: Thomas Gottschalk – What Happened to Rock'n'Roll (Single)
- 2001: Jack Radics – Always Around (Album)
- 2001: Uwe Ochsenknecht – Singer
- 2003: Become One – Don't Need Your Alibis
- 2004: Boppin’B – Bop Around the Pop (Album)
- 2004: Boppin'B – If You Believe (Single)
- 2004: Jelena Jakopin – True
- 2008: Max Mutzke – Black Forrest (Album)
- 2008: Wilson Gonzalez Ochsenknecht – NYC
- 2008: Wilson Gonzalez Ochsenknecht – I'm Fallin'
- 2008: Wilson Gonzalez Ochsenknecht – Cookies (Album)
- 2009: Max Mutzke – Marie (Single)
- 2010: Sondaschule – Von A nach B (Album)
- 2011: Flimmerfrühstück – In allen meinen Liedern (Album)
- 2012: Sondaschule – Lass es uns tun (Album)
- 2014: LOT – Warum soll sich das ändern (EP)
- 2015: Sondaschule – Wunderschön kaputt (Album)
- 2015: LOT – 200 Tage (Album)

Filmmusik
- 2001: Wilsberg und der Mord ohne Leiche
- 2002: Wilsberg und der letzte Anruf